# 利加特內市鎮
利加特內市鎮，曾是拉脫維亞的一個市鎮，設立於2009年。位於該國中部，人口3743人，面積167.7平方公里，人口密度約22人/km2。
2021年7月1日，利加特內市鎮与其它市镇一起合并至采西斯市鎮。

## 外部連結
- 采西斯市鎮官方網站 （页面存档备份，存于） （拉脱维亚文）